# (713) Luscinia
Pour les articles homonymes, voir Luscinia.
(713) Luscinia est un astéroïde de la ceinture principale découvert le 18 avril 1911 par l'astronome allemand Joseph Helffrich. Sa désignation provisoire était 1911 LS.